# Craspedosis cincta
Craspedosis cincta là một loài bướm đêm trong họ Geometridae.